# U.S. Bank Tower
 (juillet 2021).
Si vous disposez d'ouvrages ou d'articles de référence ou si vous connaissez des sites web de qualité traitant du thème abordé ici, merci de compléter l'article en donnant les références utiles à sa vérifiabilité et en les liant à la section « Notes et références ».
La U.S. Bank Tower (anciennement Library Tower et First Interstate World Center) est un gratte-ciel américain, situé à Los Angeles, en  Californie. Il est le troisième gratte-ciel le plus haut de l'État de Californie et le plus haut possédant un hélipad sur son toit.

## Situation
L'édifice s'élève au 633 West Fifth Street, dans le centre de Los Angeles.

## Construction
Avec ses 310,3 mètres de haut, cette tour était à son achèvement en 1989 le 7e plus haut gratte-ciel de la planète. Elle était également la plus haute de Los Angeles et de la Californie avant d'être détrônée en 2017 par les tours Wilshire Grand Center, haute de 340 m, et Salesforce de San Francisco, culminant à 326 m.

## Description
À l'instar de la Taipei 101 et de la Torre Mayor, la U.S. Bank Tower est construite dans une région à forte activité sismique, cependant, sa conception lui permettrait de résister jusqu'à un tremblement de terre de 8,3 sur l'échelle de Richter. La tour possède 73 étages au-dessus du sol et deux niveaux de parkings souterrains. Sa construction commença dès 1987 et fut achevée en 1989. Le design du bâtiment a été confié à l'architecte américain Henry N. Cobb du cabinet Pei Cobb Freed & Partners. Le coût total de la construction de la tour fut estimé à 350 millions de dollars.
La U.S. Bank Tower est aussi connue sous le surnom de Library Tower du fait de sa situation par rapport à la Los Angeles Central Library ; elle fut comprise dans un programme d'un milliard de dollars pour le redéveloppement de la bibliothèque de Los Angeles à la suite de deux incendies en 1986. La municipalité vendit les droits aériens aux développeurs de la tour, notamment pour payer la réfection de la bibliothèque. À l'origine, le gratte-ciel s'appelait la First Interstate World Center, du nom de la société propriétaire, la First Interstate Bank. Cependant, cette dernière ayant fusionné avec la Wells Fargo Bank, le nom de Library Tower fut alors modifié. En mars 2003, la U.S. Bancorp racheta l'immeuble et lui attribua son nom, U.S. Bank Tower. Malgré tout, la tour est encore largement connue sous le nom de Library Tower.
La tour est dotée à son sommet d'une sorte de couronne s'illuminant la nuit. Habituellement de couleur blanche, elle s'éclaire en rouge et bleu tous les 4 juillet — fête de l'indépendance des États-Unis — et en vert et rouge durant les vacances de noël. Par ailleurs, elle est aussi colorée de violet et or lorsque l'équipe de basket-ball des Los Angeles Lakers joue les NBA playoffs. Le 28 février 2004, deux enseignes U.S. Bank, de 23 mètres de haut chacune, y furent apposées. On leur reprocha par la suite de nuire à l'esthétique du building — ce fut également le cas lorsque les enseignes de la First Interstate Bank's y furent placées entre 1990 et 1997. Le 16 juin 2004, la commission d'enquête américaine antiterroriste rapporta que le plan initial des attentats du 11 septembre 2001 consistait en un détournement de dix avions, dont un aurait dû se crasher contre la Library Tower.
L'édifice compte entre autres locataires les sociétés Otis Elevator Company (ascenseur) et Thomson Reuters (information financière).
En 2014, l'édifice est racheté par Overseas Union Enterprise. Depuis juin 2016, l'édifice comprend un observatoire panoramique, le Skyspace, situé entre le 69e et le 70e étage et comprenant une attraction appelée Skyslide constitué d'un toboggan en plaques de verre fixé en surplomb du vide.

## Dans la culture populaire

### Cinéma
- Independence Day (1996) : c'est le tout premier bâtiment détruit de Los Angeles par les aliens.
- Constantine  (2005) : on peut y voir la Library Tower détruite.
- Le Jour d'après (2004) : La U.S. Bank Tower résiste partiellement à la tornade qui dévaste Los Angeles
- Hyper Tension
- Hancock (film, 2008)
- 2012 (2009) : La tour est détruite (elle s'effondre) en même temps que Los Angeles par un gigantesque séisme.
- Drive
- San Andreas (2015).

### Télévision
- 24 heures chrono
- Dragnet
- Alias
- Angel
- Life

### Jeux vidéo
- True Crime: Streets of LA (2003) : La tour y est vaguement reproduite.
- Grand Theft Auto: San Andreas (2004) : Le plus haut building de la ville, situé dans le downtown de Los Santos, (univers 3D) et appelé « Los Santos Tower » dans le jeu.
- Grand Theft Auto V (2013) : Comme dans Grand Theft Auto: San Andreas, il est situé dans le downtown de Los Santos (Univers HD) c'est le plus haut building de Los Santos, il est appelé « Maze Bank Tower ».
- Grand Theft Auto: Online (2013) : un bureau de PDG peut y être acheté par le joueur.
- Tom Clancy's Rainbow Six: Siege : Une carte du jeu appelée "Banque" se passe à Los Angeles, on peut y voir en arrière-plan l'U.S Bank Tower.

### Autres
Plus généralement, elle est montrée comme la tour symbole de Los Angeles, figurant au générique ou à l'arrière-plan de nombreux clips, génériques, séries ou films.